# Nikki Ziering
Nikki Ziering (Norwalk, California, 9 de agosto de 1971) es una modelo y actriz estadounidense que fue playmate de septiembre de 1997 de la revista playboy.

## Filmografía parcial
- Serving Sara (2002)
- Austin Powers in Goldmember (2002)
- National Lampoon's Gold Diggers (2003)
- American Wedding (2003)
- Standing Still (2005)
- National Lampoon's Spring Break (2007)
- Crazy Girls Undercover (2008)
- American High School (2009)